# Foresthill
Foresthill és una concentració de població designada pel cens dels Estats Units a l'estat de Califòrnia. Segons el cens del 2000 tenia 1.791 habitants.

## Demografia
Segons el cens del 2000, Foresthill tenia 1.791 habitants, 673 habitatges, i 465 famílies. La densitat de població era de 61,7 habitants/km².
Dels 673 habitatges en un 38,2% hi vivien nens de menys de 18 anys, en un 49,6% hi vivien parelles casades, en un 12,9% dones solteres, i en un 30,8% no eren unitats familiars. En el 22,3% dels habitatges hi vivien persones soles el 7,4% de les quals corresponia a persones de 65 anys o més que vivien soles. El nombre mitjà de persones vivint en cada habitatge era de 2,66 i el nombre mitjà de persones que vivien en cada família era de 3,14.
Per edats la població es repartia de la següent manera: un 30,2% tenia menys de 18 anys, un 6,4% entre 18 i 24, un 30,3% entre 25 i 44, un 23,1% de 45 a 60 i un 10,1% 65 anys o més.
L'edat mediana era de 36 anys. Per cada 100 dones de 18 o més anys hi havia 102,8 homes.
La renda mediana per habitatge era de 34.348 $ i la renda mediana per família de 41.161 $. Els homes tenien una renda mediana de 41.438 $ mentre que les dones 25.813 $. La renda per capita de la població era de 19.409 $. Entorn del 9,9% de les famílies i el 12,6% de la població estaven per davall del llindar de pobresa.

## Poblacions més properes
El següent diagrama mostra les poblacions més properes.